# Putovnica Švedske
Putovnica Švedske putna je isprava koja se državljanima Švedske izdaje za putovanje i boravak u inozemstvu, kao i za povratak u zemlju. Za vrijeme boravka u inozemstvu, putna isprava služi za dokazivanje identiteta i kao dokaz o državljanstvu Švedske.
Švedska putovnica se izdaje za neograničen broj putovanja.
Švedska je država potpisnica Schengena i članica Europske unije. 

## Jezici
Putovnica je ispisan švedskim i engleskim jezikom.

### Stranica s identifikacijskim podacima
- slika vlasnika putovnice
- tip ("P" za putovnicu)
- kod države
- serijski broj putovnice
- prezime i ime vlasnika putovnice
- državljanstvo
- nadnevak rođenja (DD. MM. GGGG)
- spol (M za muškarce ili F za žene)
- mjesto rođenja
- nadnevak izdavanja (DD. MM. GGGG)
- potpis vlasnika putovnice
- nadnevak isteka (DD. MM. GGGG)
- izdana od

## Vanjske poveznice
- Swedish passport info  Arhivirana inačica izvorne stranice od 24. siječnja 2017. (Wayback Machine)